# Gerard J. M. van den Aardweg
Gerard J. M. van den Aardweg (* 1936 v Haarlemu) je nizozemský psycholog, psychoanalytik a psychoterapeut.
Ve své publikační a terapeutické činnosti se zaměřuje zejména na téma homosexuality. Svým postojem k homosexualitě, kterou pojímá jako neurózu, je jednou z autorit pro konzervativně-křesťanská hnutí. Je členem vědeckého poradního sboru organizace NARTH, která podporuje konverzní terapii, a spolupracuje s konzervativně-křesťanskými hnutími jako Exodus a Hnutí pro život[zdroj?]. 
V roce 1977 působil jako profesor psychoterapie na Katolické univerzitě v Campinas (Sao Paulo, Brazílie), v letech 1990–1994 jako profesor psychologie křesťanské osobnosti na Medo, Pontifikálním mezinárodním institutu pro manželství a rodinu pro severozápadní Evropu, Kerkrade, Nizozemsko.
Je římskokatolického vyznání, ženatý, má 7 dětí a žije v Aardenhoutu.

## Vědecká práce a aktivismus
Aardweg vystudoval v letech 1955–1961 psychologii na univerzitě v Leidenu, v roce 1967 získal na univerzitě v Amsterdamu doktorát filosofie za psychologickou práci o homosexualitě a neurózách. Od roku 1963 pracoval v Amsterdamu ve vlastní ordinaci jako psychoterapeut. Specializoval se na homosexualitu a manželské problémy a vycházel z novopsychoanalýzy (neofreudismu). V letech 1965–1976 pro nizozemské ministerstvo spravedlnosti poskytoval psychologickou péči odsouzeným.
Přednášel, zejména k tématu homosexuality, na některých univerzitách v USA, Kanadě, Brazílii a Německu. Roku 1977 působil jako hostující profesor psychoterapie na katolické univerzitě v Campinas (Pontifícia Universidade Católica de Campinas) v Brazílii. V letech 1990–1994 působil jako profesor psychologie křesťanské osobnosti na Pontifikálním mezinárodním MEDO-institutu pro manželství a rodinu pro severozápadní Evropu v augustiniánském klášteře v Kerkrade v Nizozemsku. Také spolupracoval s teologickým instutem biskupství Haarlem.
Je spolupracovníkem americké organizace NARTH (National Association for Research and Therapy of Homosexuality) a německé křesťanské organizace pro duchovní péči LEO e.V. Spolupracoval s americkým psychologem Paulem Cameronem. V letech 1980–1990 byl redaktorem nizozemského vydání katolické revue Communio.
Účastnil se konferencí a akcí ex-gay hnutí Exodus International a Hnutí pro život. Britský novinář Gordon Urquhart ho označil za sympatizanta Opus Dei.
Zveřejnil na sto článků a knih k psychologickým a psychoterapeutickým tématům, zejména k tématu homosexuality. Science Direct obsahuje pouze 1 jeho článek Automatic Negative Evaluation of Suffocation Sensations in Individuals With Suffocation Fear netýkající se sexuální orientace. Databáze Web of Science neregistruje žádný jeho článek.

## Pojetí homosexuality a homosexuálů
Články zabývající se speciálně homofilií či homosexualitou začal psát Aardweg již v roce 1964. První ucelenou monografii, Drama obyčejného homosexuála, zveřejnil v roce 1985. Roku 1996, o 11 let později, vydal knihu Terapie homosexuality, kde se odvolával na zkušenost se 300 homosexuály. Tyto dvě knihy patří v konzervativních kruzích, zejména katolických i evangelických, k oblíbeným dílům o homosexualitě.
Homosexualitu Aardweg definuje jako náklonnost k příslušníkům vlastního pohlaví za současného snížení erotického zájmu o opačné pohlaví. Svou teorii vztahuje i na nejmírnější případy homosexuálních tužeb. Do své teorie zahrnuje i latentní homosexualitu, při níž člověk svým pocitům k jedincům stejného pohlaví vědomě nepřikládá význam. 
Pokud člověk se silnými homosexuálními sklony může cítit silné erotické pocity také k jedinci opačného pohlaví, nechápe to Aardweg jako bisexualitu. Odmítá i psychologické teorie o vrozené bisexuálnosti všech lidí, která se teprve kulturním působením mění v heterosexualitu – podle jeho názoru je vývoj erotických přání nevyhnutelně namířen k opačnému pohlaví. 
Navzdory poznatkům jiných odborníků se domnívá, že v živočišné říši se homosexualita jako erotická preference nevyskytuje.
V Aardwegově pojetí je příčinou homosexuality neurotická sebelítost v dětství a homosexualita je viditelným příznakem rozvíjející se neurózy a nemá žádný biologický základ. V homosexuálech vidí Aardweg rozdvojení osobnosti na „normální, dospělou část osobnosti“ a „infantilní Ich (ego)“. Námitku, že jeho vzorek homosexuálů není reprezentativní, v úvodu první knihy předem odmítl a uvedl, že si je jist, že jeho teorie platí pro každý typ homosexuála. Odmítl rovněž námitku, že by sebelítost mohla být naopak následkem společenské diskriminace. 
Zdrojem této teorie byl Aardwegovi nizozemský psychiatr Johan Leonard Arndt. Aardweg se dále odvolává na teoretické koncepce, jejichž autory byli Marcel Eck (1966), E. Bergler (1957), Charles Socarides (1968) a L. J. Hatterer (1970).

### Kritika
Základní Aardwegova východiska a teze ve vztahu k homosexualitě jsou v protikladu k nepatologickému pojetí homosexuality, které v 70. a 80. letech 20. století postupně převážilo. Dostává se tak do nesouladu s doporučeními nejvýznamnějších světových zdravotnických organizací i s oficiální politikou Evropské unie a většiny státu západního světa (viz článek Léčení homosexuality).
Zkušenost mnohých kritiků s homosexuály se neshoduje s popisem, který Aardweg explicitně zevšeobecňuje. Valeria Hinck připomněla, že i když odpovídající terapeutická pozorování nemají být kompletně popřena, Aardweg se nesetkával se všemi homosexuály a zejména ne s těmi, kteří dlouhodobě žijí ve stabilních a šťastných vztazích.
Walter Conzelmann ke knize Drama obyčejného homosexuála napsal, že Aardweg nejen že jedná vůči homosexuálům naprosto ponižujícím, urážejícím a diskriminujícím způsobem, ale také je ve věci homosexuality nekompetentní a vzdálený životu. Odhlíží od toho, co negativního se odehrává u heterosexuálních lidí, a cokoliv negativního, co se v sexuální oblasti přihodí, docela samozřejmě zaměřuje na homosexuály a připisuje jim, i když to s homosexualitou nemá žádnou souvislost. Co by u heterosexuálů nebylo zpochybněno jako normální, zdravá reakce, je u homosexuálů podle Aardwerga automaticky neurotické..
Německá LGBT organizace LSVD odsoudila Aardwegovy příklady terapeutických doporučení (viz též tzv. provokativní terapie a Frank Farrelly) k zesměšňující hyperdramatizaci své sebelítosti (vnitřního dítěte), které se má člověk následně vysmát. To má být prostředek s okamžitým účinkem proti neurotickému naříkání a nutkání.
Podle ekumenické pracovní skupiny Homosexuálové a církev (Homosexuelle und Kirche e. V., zkratka HuK) seznam literatury v závěru knihy Drama obyčejného homosexuála vykazuje závažné mezery.

## Články a jiné publikace
V Česku je jeho nejznámějším dílem kontroverzní kniha Terapie homosexuality, jejíž česká verze byla spřízněnými aktivisty zaslána zdarma do českých škol a je dostupná na internetu.
Výběr z děl:
- disertační práce: Homofilie, neurose en dwangzelfbeklag, Polak en Van Gennep, Amsterdam 1967
- Das Drama des gewöhnlichen Homosexuellen: Analyse u. Therapie (přeložila Ingrid Elgert), Hänssler, Neuhausen-Stuttgart 1985, další vydání: 1992, 1995, ISBN 3-7751-0983-8
- On the Origins and Treatment of Homosexuality: A Psychoanalytic Reinterpretation - A Psychoanalytic Approach, Greenwood Press, 1985, ISBN 0-275-90233-1
- Male Homosexuality and the Neuroticism Factor: An Analysis of Research Outcome, Dynamic Psychotherapy, 1985, 3, ISSN 0736-508X, S. 79-87
- Homosexuality and Hope: A Psychologist Talks About Treatment and Change, Servant Pubns, 1985, ISBN 0-89283-265-7
- společně s W. G. M. Witkam: Achterhaald atheïsme: natuurwetenschappen, psychologie en het Godsbestaan, Colomba, Oegstgeest 1992
- Selbsttherapie von Homosexualität: Leitfaden für Betroffene und Berater, Hänssler, Neuhausen-Stuttgart 1996, 2. vydání: 1999, ISBN 3-7751-2469-1